# Palaquium glabrifolium
Palaquium glabrifolium är en tvåhjärtbladig växtart som beskrevs av Elmer Drew Merrill. Palaquium glabrifolium ingår i släktet Palaquium och familjen Sapotaceae. Inga underarter finns listade i Catalogue of Life.